# Organisation
Organisation, ordnandet av olika delar till inbördes samverkan, eller en större sammanslutning (till exempel bolag, facklig organisation, förening). Från grekiskans organon: "verktyg", "redskap". Det vetenskapliga studiet av organisationers funktionssätt brukar benämnas organisationsteori.

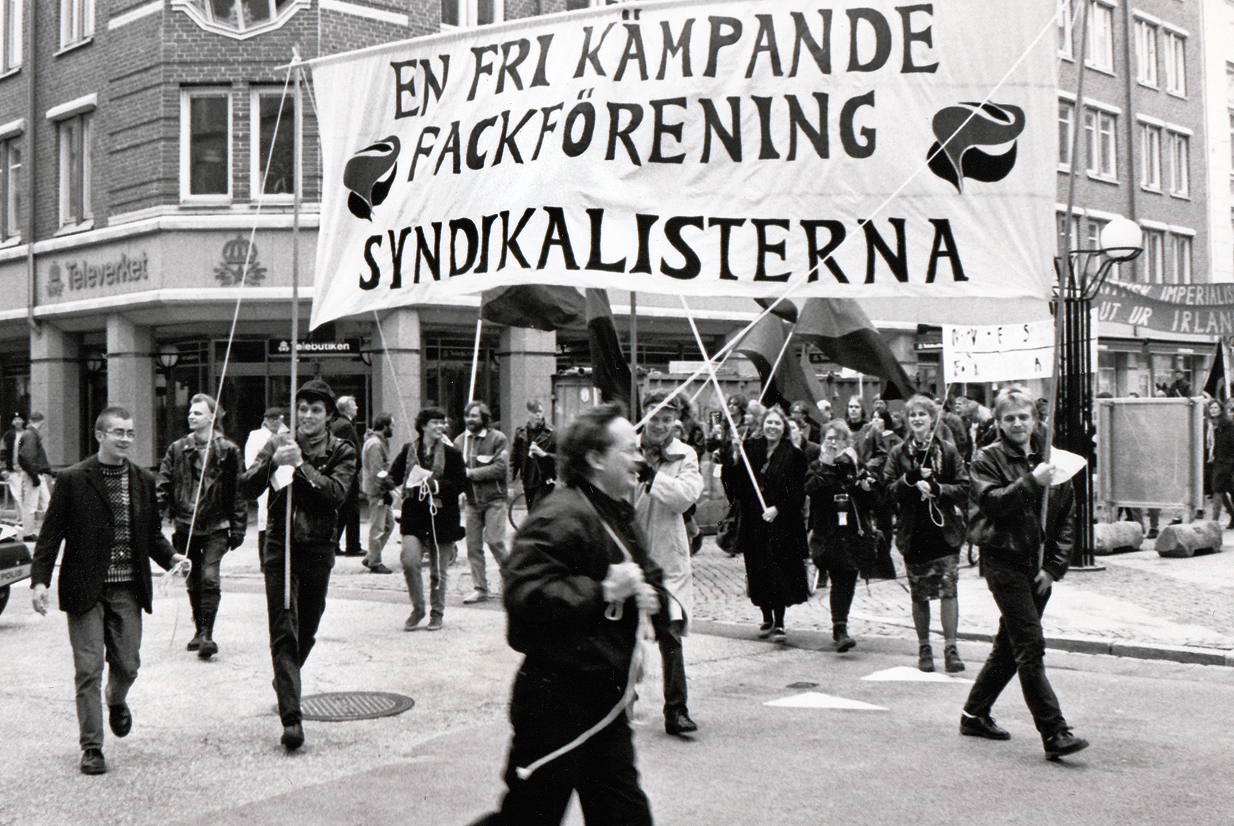
SAC - Sveriges Arbetares Centralorganisation är en facklig organisation, på bilden Malmö LS 1 maj 1991.

## Olika synsätt
Organisation kan alltså vara själva skeendet när delarna uppnår en högre grad av samverkan. Här beskriver ordet en förändringsprocess. Uttrycket "en organisation" kan också syfta på ett visst fall av existerande samverkan. Då får ordet en mera statisk innebörd. En organisation av människor framställs ibland som en aktör av egen tyngd, ett eget väsen med egen identitet, eget ansvar, och så vidare. Det kan vara ett uttryck för att helheten inte bara är summan av delarna, och att de enskilda delarna inte alltid överblickar helheten.
Ett synsätt är att en organisation i grund och botten är en samling individer. Organisationen har ingen existens utan sina medlemmar. Ett annat synsätt är att organisationen bara är en struktur av samordnade roller, oavsett vilka individer som kan komma att axla dem: enskilda individer blir då utbytbara, och en individ kan ha flera, eller rentav alla roller i en organisation.
Organisation måste inte med nödvändighet vara resultatet av människors verk. Ordet kan även användas om samordning i naturen som är helt frikopplad från människan. Myrstackens organisation är ett exempel på detta. Vanligen används ordet organisation dock för att beteckna medvetet utformad mänsklig samverkan. Inom detta område är floran av definitioner rik. En definition brukar lyfta fram några av följande ingredienser:
- Människor
- Roller
- Avgränsat mål
- Samarbete
- Arbetsfördelning
- Specialisering
- Samordning
- Social struktur
- Stabilitet i tid
- Materiella och immateriella tillgångar
- En omgivande värld att förhålla sig till

### Exempel på definitioner av organisation
- En samling människor som beslutat sig för att verka tillsammans för att nå ett eller flera för dem kända mål.
- Ett system av roller som knyts samman med kommunikationsvägar för att hjälpa deltagarna att gemensamt uppnå vissa bestämda mål.
- Ett medvetet, stabilt och målinriktat samarbete mellan människor.
- En hierarkisk lösning på ett transaktionsproblem som inte den fria marknadens mekanismer kan lösa på ett effektivt sätt.

## Organisationers storlek
Det är subjektivt vad man anser vara en "stor" organisation. De flesta studier av organisationers storlek har gjorts i USA och Storbritannien, vilket gjort att vissa betraktar organisationer under 1500 anställda som "små". Detta gör att nästan alla organisationer i mindre länder är att betrakta som "små" organisationer.
Empiriska studier av storleks betydelse har gett ganska entydiga resultat, ökad storlek leder oftast till:
- Ökad vertikal och horisontell specialisering. Större organisationer har fler specialister och fler hierarkiska nivåer för att samordna dessa.
- Ökad formalisering. Regler och rutiner samordnar arbetet då det blir allt svårare i stora organisationer att ha direkt kontakt med varandra.
- Förändrad övervakning. Det blir svårare att direkt övervaka, kontrollera och styra deltagarna i stora organisationer; istället inför man byråkratisk kontroll av att de regler och rutiner man har följs.
- Decentralisering av befogenheter. Det blir svårare för ledningen att överblicka en stor organisation och den ökade formaliseringen gör det lättare att delegera.

Det finns även en omdiskuterad förändring av administrationens storlek när organisationen växer. Det är troligt andministrationens andel av de anställda i förhållande till storleken antas forma en U-kurva där små och stora organisationer är mer topptyngda.

## Organisation som öppet system
Teorin om organisationen som ett öppet system kallas “contingency teori” vilket kan översättas till “teorin om situationsbestämda organisationsformer”. Teorin menar att det inte finns ett optimalt sätt att styra en organisation utan att det är organisationens interna och externa situation som påverkar hur det effektivaste ledarskapet utformas. För att kunna förstå organisationen fullt ut  behöver vi studera den i dess existerande miljö och vad den behöver överkomma för att överleva. Varje organisation kräver olika tillvägagångssätt för att hantera dess problem vilket teorin om organisationen som ett öppet system visar .
Situationsteorin fokuserar på tre huvudproblem och hur dessa ska lösas:
- Hur kan olika organisationsstrukturer ställas mot varandra och mätas?
- Vilka interna och externa situationer influerar de olika organisationsformerna?
- Hur påverkar de olika organisationsformerna effektivitet, måluppfyllelse och det behovstillfredsställande vi människor har?

Många situationsteoretiker utgår ifrån en input-output modell:
- Inputvariabler är olika variabler som är knutna till organisationens omvärld, speciellt när det gäller organisationens olika marknader och teknologiska förhållande.
- Organisationsvariabler omfattar både inre strukturella förhållanden och olika processer i organisationer. Det är också naturligt att samla alla de olika resurser som organisationen disponerat över.
- Outputvariabler är intresserade av två huvudgrupper: teknisk/ekonomiska resultatvariabler och konsekvenser för de anställda. Både variablegrupperna används som mått på organisationens anpassnings- och överlevnadsförmåga.

Relationen mellan en organisation och dess omvärld kan vara både komplex och väldigt omfattande. Genom att använda en input-output modell ger det en möjlighet att få en överblick och se vad som sammankopplar organisationen och miljön utifrån. Det som påverkar organisationen är sammankopplat med var organisationen har för påverkan på omvärlden.
För att förstå och ge insikt av hur inputvariablerna påverkar organisationen finns det så kallas omvärldsanalys där organisationerna analyserar sin omvärld. Även omvärldsanalyser behöver struktureras på olika sätt efter behov beroende på organisationstyp och hur de interna och externa situationerna ser ut. Omvärldsanalysen ger organisationen en bättre överblick och kontroll över inputvariablerna och hur de påverkar och påverkas organisationen.
Det riktas även kritik mot situationsteorin där forskaren Pennings kritiserar huruvida organisationers struktur relaterar till omvärlden och att organisationens effektivitet inte nödvändigtvis präglas av omgivningen.